# Gare de Tacoma (Amtrak)
La  gare de Tacoma est une gare ferroviaire des États-Unis située dans la ville de Tacoma dans l'(État de Washington); elle est desservie par Amtrak. C'est une gare avec personnel.

## Histoire
Elle est mise en service en 1984.

## Service des voyageurs

### Desserte
- Lignes d'Amtrak[1] :
  - Le Cascades: Eugene - Vancouver
  - Le Coast Starlight: Los Angeles - Seattle